# Dreiband-Weltmeisterschaft 1973

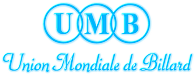
Logo UMB (ausrichtender Verband)

Veranstaltungsort: Kairo

Die Dreiband-Weltmeisterschaft 1973 war das 28. Turnier in dieser Disziplin des Karambolagebillards und fand vom 15. bis 18. Februar 1973 in Kairo statt. Es war nach 40 Jahren wieder mal eine Dreiband-WM in Kairo.

## Geschichte
Raymond Ceulemans sicherte sich den elften WM-Titel im Dreiband in Folge, ein bis heute gültiger Rekord. Dem Anlass entsprechend steigerte er den Weltrekord im Generaldurchschnitt (GD) auf 1,478. Wie groß der Klassenunterschied im Turnier war, belegt die Tatsache, dass sonst kein Spieler über 1,000 GD kam.

## Modus
Gespielt wurde „Jeder gegen Jeden“ bis 60 Punkte.

## Abschlusstabelle
| MP    | Match Points (Sieger = 2; Unentschieden = 1; Verlierer = 0) |
| Pkte. | Erzielte Karambolagen                                       |
| Aufn. | Benötigte Versuche                                          |
| GD    | Generaldurchschnitt                                         |
| BED   | Bester Einzeldurchschnitt eines Spielers                    |
| HS    | Höchstserie                                                 |
|       | Bester GD des Turniers                                      |
|       | Bester ED des Turniers                                      |
|       | Beste HS des Turniers                                       |
|       | 1. Platz (Gold)                                             |
|       | 2. Platz (Silber)                                           |
|       | 3. Platz (Bronze)                                           |

| Platz                      | Name                | MP   | Pkte. | Aufn. | GD    | BED   | HS |
| -------------------------- | ------------------- | ---- | ----- | ----- | ----- | ----- | -- |
| 1                          | Raymond Ceulemans   | 14:0 | 420   | 284   | 1,478 | 1,818 | 11 |
| 2                          | Nobuaki Kobayashi   | 12:2 | 400   | 414   | 0,966 | 1,463 | 8  |
| 3                          | Humberto Suguimitzu | 8:6  | 382   | 471   | 0,811 | 0,869 | 9  |
| 4                          | Arnold de Paepe     | 8:6  | 366   | 497   | 0,736 | 1,090 | 10 |
| 5                          | Mustafa Diab        | 4:10 | 339   | 523   | 0,648 | 0,750 | 8  |
| 6                          | Nabih Yousri        | 4:10 | 338   | 522   | 0,647 | 0,740 | 5  |
| 7                          | John Bonner         | 4:10 | 310   | 500   | 0,620 | 0,789 | 6  |
| 8                          | Mohammed Diab       | 2:12 | 345   | 555   | 0,621 | 0,689 | 8  |
| Turnierdurchschnitt: 0,770 |                     |      |       |       |       |       |    |